# Политические партии Каталонии

## Партии, представленные в парламенте
- Граждане — Гражданская партия (кат. Ciutadans — Partit de la Ciutadania). Идеология — социал-либерализм и испанский национализм. Поддерживает евроинтеграцию. Входит в партию Libertas.eu.
- Инициатива для Каталонии — Зелёные (кат. Iniciativa per Catalunya-Verds — IC-V). Идеология — левая, экосоциализм, федерализм, защита окружающей среды, каталонский национализм, право на самоопределение. Создана в 1987 году в результате слияния Объединённой социалистической партии Каталонии, Соглашения левых националистов и Партии коммунистов Каталонии. Поддерживает евроинтеграцию. Входит в Европейскую партию зелёных.
- Конвергенция и Союз (кат. Convergencia і Unio de Catalunya — CiU). Включает в себя две партии:
  - Демократическая конвергенция Каталонии (кат. Convergencia Democratica de Catalunya — CDC). Идеология — либерализм, каталонский национализм. Поддерживает евроинтеграцию. Входит в европартию Альянс либералов и демократов за Европу и фракцию Европарламента Альянс либералов и демократов Европы.
  - Демократический союз Каталонии (кат. Unio Democratica de Catalunya — UDC). Идеология — христианская демократия, каталонский национализм. Поддерживает евроинтеграцию. Входит в Европейскую народную партию.
- Левые республиканцы Каталонии (кат. Esquerra Republicana de Catalunya — ERC). Идеология — левая, демократический социализм, социал-демократия и сепаратизм. Входит в Европейский свободный альянс.
- Народная партия Каталонии (кат. Partit Popular de Catalunya — PPC). Идеология — консерватизм, либерализм и испанский национализм. Поддерживает евроинтеграцию. Входит в Европейскую народную партию как региональная федерация Народной партии.
- Объединённые левые и альтернативные (кат. Esquerra Unida i Alternativa — EUA). Коалиция левых социалистических, коммунистических, экологических, ЛГБТ и феминистских организаций. Поддерживает евроинтеграцию. Входит в партию Европейские левые.
  - Партия коммунистов Каталонии (кат. Partit dels i les Comunistes de Catalunya). Идеология — коммунизм и марксизм-ленинизм.
  - Объединённая социалистическая партия Каталонии — Жизнь (кат. Partit Socialista Unificat de Catalunya — Viu). Идеология — еврокоммунизм. Имеет статус региональной федерации Компартии Испании.
  - Революционная партия трудящихся — Левая революционная (кат. Partit Revolucionari dels Treballadors - Esquerra Revolucionària). Идеология — троцкизм.
  - Аврора — марксистская организация (кат. L'Aurora - Organització Marxista, La Aurora – OM; 1974). Идеология — марксизм, троцкизм. Создана под названием Революционная рабочая партия в результате слияния Троцкистской организации и части членов Революционной коммунистической лиги. Переименована в 2013 году.
  - Партия социалистического действия Каталонии (кат. Partit d'Acció Socialista de Catalunya). Идеология — социализм, марксизм. Имеет статус региональной федерации Партии социалистического действия (Испания).
  - Коллектив левой альтернативы (кат. Col·lectiu per una Esquerra Alternativa). Идеология — коммунизм.
- Социалистическая партия Каталонии (кат. Partit dels Socialistes de Catalunya — PSC). Идеология — социал-демократия. Поддерживает евроинтеграцию. Имеет статус региональной федерации Испанской социалистической рабочей партии. Входит в Партию европейских социалистов.
- Кандидаты народного единства (кат. Candidatura d'Unitat Popular). Основана в 1986 году. Идеология — крайне левая, каталонский национализм и сепаратизм, панкаталонизм, социализм, коммунизм, антикапитализм, защита окружающей среды, прямая демократия. Против евроинтеграции.
  - Вперёд — Социалистическая национально-освободительная организация (кат. Endavant - Organització Socialista d'Alliberament Nacional). Основана в 2000 году после распада Платформы за единые действия и слияния ряда сепаратистских организаций. Идеология — крайне левая, сепаратизм, социализм, панкаталонизм.

## Партии, не представленные в парламенте
- Государство европейской нации (кат. Estado Nacional Europeo). Идеология — европейский национализм и народный социализм. Обвинялась в нацизме. Эмблема — стилизованная свастика.
- Каталонское национальное единство (кат. Unitat Nacional Catalana). Идеология — сепаратизм, ксенофобия.
- Коммунистическая партия народов Каталонии (кат. Partit Comunista del Poble Català). Идеология — коммунизм и марксизм-ленинизм.
- Партия каталонского государства (кат. Estat Català). Создана в 1921 году на базе Националистической демократической федерации. Идеология — каталонский национализм, сепаратизм. Поддерживает евроинтеграцию. С 1939 по 1947 год входила в Национальный фронт Каталонии.
- Платформа для Каталонии (кат. Plataforma per Catalunya). Идеология — популизм, ксенофобия.
- Призыв к независимости (кат. Reagrupament Independentista). Идеология — сепаратизм, демократическое обновление. Создана в 2009 году в результате раскола партии левых республиканцев.
- Республиканская партия Каталонии (кат. Partit Republicà Català). Идеология — каталонский национализм, сепаратизм, республиканизм.
- Пираты Каталонии (кат. Pirates de Catalunya, PIRATA.CAT). Идеология — свобода информации, неприкосновенность частной жизни, реформа авторского и патентного права, прозрачность государственного управления, прямая демократия. Член Пиратского Интернационала.
- «Граждане за перемены» (кат. Ciutadans pel Canvi).
- «Зелёные — зелёный вариант» (кат. Els Verds - Opció Verda). Создана в 1998 году в результате распада Экологической конфедерации Каталонии. Идеология — защита окружающей среды, каталонский национализм, конфедерализм. Входит в испанскую партию Конфедерация зелёных.
- «Зелёные — левые экологи» (кат. Els Verds - Esquerra Ecologista). Создана в 1998 году в результате распада Экологической конфедерации Каталонии. Идеология — левые, защита окружающей среды, каталонский национализм и сепаратизм. Союзник Левых республиканцев.
- «Зелёные — Зелёная альтернатива» (кат. Els Verds - Alternativa Verda). Создана в 1999 году. Идеология — защита окружающей среды, каталонский национализм и сепаратизм.
- «Зелёные — Экопацифисты» (кат. Els Verds - Ecopacifistas). Создана в 1999 году. Идеология — энвайронментализм.
- Национально-освободительная социалистическая партия Каталонии (кат. El Partit Socialista d'Alliberament Nacional dels Països Catalans, PSAN). Идеология — марксизм-ленинизм, коммунизм, каталонский национализм, сепаратизм, панкаталонизм. Основан леворадикальным крылом Национального фронта Каталонии.
- Совет политических сил Каталонии

## Исторические партии
- 1868—1910 — Федеральная демократическая республиканская партия (кат. Partido Republicano Democrático Federal). Идеология — федеральный республиканизм.
- 1887—1901 — Лига Каталонии (кат. Lliga de Catalunya). Идеология — умеренный каталонский национализм, консерватизм.
- 1891—1936 — Каталонский союз (кат. Unió Catalanista). Идеология — каталонский национализм, консерватизм. Распущен в связи с началом Гражданской войны в Испании.
- 1901—1936 — Регионалистская лига Каталонии (кат. Lliga Regionalista de Catalunya). Идеология — каталонский национализм, консерватизм, регионализм, правая политика, христианская демократия, либерализм. Преобразована в Каталонскую лигу.
- 1903—1910 — Республиканский союз (кат. Unió Republicana). Идеология — республиканизм, каталонский национализм.
- 1906—1909 — Каталонская солидарность (кат. Solidaritat Catalana). Идеология — каталонский национализм, сепаратизм. Коалиция Регионалистской лиги Каталонии, Национальной католической партии, Республиканской демократической федералистской партии, Националистического республиканского центра и части республиканский союз
- 1906—1910 — Республиканский националистический центр (кат. Centre Nacionalista Republicà). Идеология — каталонский национализм, либерализм, республиканизм. Создан в результате раскола Регионалистской лиги Каталонии. Вошёл в Республиканскую партию Каталонии.
- 1907—1919 — Каталонская националистическая ассоциация (кат. Associació Nacionalista Catalana). Идеология — каталонский национализм, сепаратизм. Вошла в Националистическую демократическую федерацию.
- 1910—1917 — Республиканский националистический федеральный союз (кат. Unió Federal Nacionalista Republicana). Идеология — либерализм, федерализм, каталонский национализм, автономизм. Вошёл в Республиканскую партию Каталонии.
- 1915—1917 — Автономистский республиканский блок (кат. Bloc Republicà Autonomista). Идеология — каталонский национализм, республиканизм. Вошёл в Республиканскую партию Каталонии.
- 1916—1939 — «Мы одни!» (кат. Nosaltres Sols!). Идеология — каталонский национализм, сепаратизм. Создана группой радикалов из Каталонского союза. Вошла в состав Партии каталонского государства.
- 1917—1931 — Республиканская партия Каталонии (кат. Partit Republicà Català). Идеология — умеренный каталонский национализм, республиканизм, регионализм, либерализм, секуляризм. Влилась в новосозданную партию Левые республиканцы Каталонии.
- 1919—1923 — Националистическая демократическая федерация (кат. Federació Democràtica Nacionalista). Идеология — каталонский национализм, либерализм. Создана на базе Каталонской националистической ассоциации. Влилась в Партию каталонского государства.
- 1921—1923 — Каталонская левая (кат. Esquerra Catalana). Идеология — федерализм, республиканизм, каталонский национализм, левая политика.
- 1922—1931 — Каталонское действие (кат. Acció Catalana). Идеология — каталонский национализм. Создан в результате раскола Регионалистской лиги. Влилось в Каталонское республиканское действие.
- 1922—1939 — Союз арендаторов (кат. Unió de Rabassaires). Идеология — каталонский национализм, аграрианизм.
- 1923—1936 — Социалистический союз Каталонии (кат. Unió Socialista de Catalunya). Идеология — каталонский национализм, социализм. Создан в результате раскола региональной федерации Испанской социалистической рабочей партии. Объединился в Объединённую социалистическую партию Каталонии.
- 1924—1931 — Коммунистическая федерации Каталонии и Балеарских островов (кат. Federació Comunista Catalanobalear). Идеология — каталонский национализм, коммунизм, республиканизм. Вошла в Рабоче-крестьянский блок.
- 1928—1931 — Партия коммунистов Каталонии (кат. Partit Comunista Català). Идеология — каталонский национализм, коммунизм, республиканизм. Вошла в Рабоче-крестьянский блок.
- 1930—1931 — Республиканское действие Каталонии (кат. Acció Republicana de Catalunya). Идеология — левые, каталонский национализм. Влилось в Каталонское республиканское действие.
- 1931—1936 — Рабоче-крестьянский блок (кат. Bloc Obrer i Camperol). Идеология — каталонский национализм, коммунизм, республиканизм. После раскола большая часть блока присоединилась к Объединённой социалистической партии Каталонии.
- 1931—1939 — Республиканское каталонское действие (кат. Acció Catalana Republicana). Идеология — каталонский национализм, республиканизм. Распущено после победы Франко в гражданской войне.
- 1932—1936 — Каталонская националистическая партия (кат. Partit Nacionalista Català). Идеология — каталонский национализм, сепаратизм. Создана группой членов партии Левые республиканцы Каталонии и Партии каталонского государства. Вошла в состав Партии каталонского государства.
- 1933—1936 — Левая республиканская националистическая партия (кат. Partit Nacionalista Republicà d'Esquerra). Идеология — каталонский национализм, республиканизм. Создана членами партии левых республиканцев из группы L'Opinió. Позднее партия воссоединилась с левыми республиканцами.
- 1933—1939 — Каталонская лига (кат. Lliga Catalana). Идеология — регионализм. Вошла в партию Испанская фаланга.
- 1934—1936 — Каталонская пролетарская партия (кат. Partit Català Proletari). Идеология — коммунизм, каталонский национализм. Образована в результате раскола Партии каталонского государства. Объединилась в Объединённую социалистическую партию Каталонии.
- 1936—1997 — Объединённая социалистическая партия Каталонии (кат. Partit Socialista Unificat de Catalunya — PSUC). Идеология — коммунизм. Была региональной федерацией Компартии Испании.
- 1940—1982 — Национальный фронт Каталонии (кат. Lliga Regionalista de Catalunya). Идеология — каталонский национализм. Широкий патриотический фронт, созданный противниками режима генерала Франко, затем политическая партия каталонских националистов. В 40-х годах вёл вооружённую борьбу против режима Франко.
- 1968—1980 — Рабочая партия Каталонии (кат. El Partit del Treball de Catalunya, PTC). Идеология — коммунизм, маоизм. После роспуска большинство членов вступили в Объединённую соцпартию Каталонии, часть присоединились к Левым националистам.
- 1974—1979 — Национально-освободительная социалистическая партия Каталонии—Предварительная (кат. El Partit Socialista d'Alliberament Nacional-Provisional, PSAN-Provisional). Идеология — каталонский сепаратизм, марксизм-ленинизм. Создан группой радикалов из Национально-освободительной социалистической партии народов Каталонии. Объединилась в организацию «Каталонские сепаратисты».
- 1977—1978 — Движение объединённых марксистов (кат. El Partit del Treball de Catalunya, PTC). Идеология — социализм, каталонский сепаратизм. Влилось в Блок каталонских рабочих.
- 1978—1982 — Блок каталонских рабочих (кат. El Bloc Català dels Treballadors, BCT). Идеология — коммунизм, каталонский национализм. Объединились с Левыми националистами.
- 1979—1984 — «Каталонские сепаратисты» (кат. Independentistes dels Països Catalans, IPC). Идеология — каталонский сепаратизм, марксизм-ленинизм. Объединились в организацию «Движение в защиту Земли».
- 1980—1985 — Левые националисты (кат. Independentistes dels Països Catalans, IPC). Идеология — левые, каталонский национализм и сепаратизм, социализм, панкаталонизм. После роспуска часть членов образовали Соглашение левых националистов, часть присоединились к Движению левых националистов.
- 1985—1987 — Соглашение левых националистов (кат. La Entesa dels Nacionalistes d'Esquerra, ENE). Идеология — левые, каталонский национализм. Объединились с Инициативой для Каталонии — Зелёные.
- 1985—1993 — Движение левых националистов (кат. El Moviment d'Esquerra Nacionalista). Идеология — социализм, каталонский сепаратизм, защита окружающей среды. Объединились с Экологической конфедерацией Каталонии.
- 1984—1994 — «Движение в защиту Земли» (кат. El Moviment de Defensa de la Terra). Идеология — каталонский национализм, сепаратизм, марксизм-ленинизм. Вошло в состав Ассамблеи народного единства.
- 1993—1996 — Ассамблея народного единства (кат. La Assemblea d'Unitat Popular). Идеология — левые, каталонский национализм. После развала часть членов образовали Платформу за единство действий, остальные присоединились к Левым республиканцам.
- 1993—1998 — «Зелёные — Экологическая конфедерация Каталонии» (кат. El Moviment de Defensa de la Terra). Идеология — защиту окружающей среды, каталонский национализм. Распалась на несколько зелёных партий.
- 1996—2000 — Платформа за единство действий (кат. La Plataforma per la Unitat d'Acció). Идеология — крайне левые, каталонский национализм и сепаратизм. Влились в партию «Вперёд».